# Raça e genética
A relação entre raça e genética é relevante para a controvérsia sobre classificação racial; na vida cotidiana, muitas sociedades classificam populações em grupos com base em características e impressões de provável ancestralidade geográfica e identidade cultural - esses são os grupos geralmente chamados de "raças" em países como Estados Unidos, Brasil e África  do Sul; os padrões de variação das características genéticas humanas são geralmente variações clinais, com mudanças mais abruptas em locais onde o fluxo constante de genes é interrompido; o padrão de variantes genéticas tende a formar aglomerados regionais maiores e esse padrão pode ser explicado pela  expansão da população humana a partir da África e por séries de gargalos genéticos. This causes genetic clusters to correlate statistically with population groups when a number of alleles are evaluated.
A  análise genética permite aos cientistas estimar a ascendência geográfica de uma pessoa usando marcadores informativos de ancestralidade (MIAs) e por inferência a provável categoria racial na qual elas serão classificadas em uma determinada sociedade; dessa maneira, existe uma correlação estatística distinta entre frequências de genes e categorias raciais. No entanto, como todas as populações são geneticamente diversas,  a existência de uma relação complexa entre ancestralidade, constituição genética e fenótipo e como as categorias raciais se baseiam em avaliações subjetivas das características, não existe um gene específico que possa ser usado para determinar a raça de uma pessoa.
Algumas variantes genéticas que contribuem para o risco de doenças complexas estão distribuídas de forma diferente entre as populações humanas; discute-se se a raça auto-identificada deve ser usada pelos médicos como um proxy para a probabilidade de um indivíduo possuir variantes relacionadas ao risco. Essa prática pode resultar em falsa atribuição de causalidade, estigmatização de populações de alto risco ou subestimação de risco para outras populações.